# Чагри-бек
Чагри-бек (*бл. 989–1059/1060) — 1-й малік (правитель) огузів в Хорасані в 1040—1060 роках.

## Життєпис
Походив з роду Сельджукидів. Син Мікаїл-бека, вождя огузького племені киників. Народився близько 989 року, отримавши ім'я Чагри (Малий сокіл). Після прийняття ісламу став зватися Дауд. У 1009 році загинув батько. До 15 років разом з братом Тогрулом виховувався у свого діда Сельджука.
У 1020-х роках під орудою свого стрийка Арслана перебував на службі Алі Тегіна Караханіда, що захопив владу в Мавераннахрі. У 1032 році після загибелі Арслана разом з братом Тогрулом, номінально підкоряючи стрийкові Мусі-ябгу, фактично очолили племена огузів.
У 1035 році Чагри спільно з Тогрулом і Мусою рушили до Хорасану, де стикнулися з газневідським султаном Масудом I. Чагри разом з Тогрулом очолили війська у битві біля Наси, де було завдано поразки ворогові. У 1037 році Чагри і Тогрул знову атакували Хорасан. Перший зайняв важливе місто Мерв. Протягом 1038—1039 роках з братом боровся за Хорасан.
У 1040 році в битві при Данданакані Чагри і Тогрул завдали ворогові цілковитої поразки. Після цього Чагри отримав від багдадського халіфа титул маліка. Разом зі стрйиком Мусою рушив на Балх і Герат, які невдовзі завоював.
Було розділено напрямки діяльності: Тогрул, що став султаном, діяв у західному напрямку, а Чагри — у східному. Фактично Чагри був співправителем брата. 1042 році скористався боротьбою за владу в Хорезмі для його підкорення. У битві біля Кяту завдав поразки Шахмеліку Барані, який втік напівдень. Чагри після цього приєднав Хорезм до своїм володінь.
Протягом 1043—1044 років підкорив Тохарістан. У 1044 році після поразки Маудуді, султан Газні, вимушений був визнати завоювання Чагри. Договір було закріплено шлюбом. У 1048 році Чагри зайняв Керман, значно розширивши межі держави на південь. Завершив завоювання Керману його син Кавурд. 
З 1050 року поновилися війни з Ганевідським султанатом. У 1053 році намагався скористатися боротьбою за трон султан, з метою захоплення Газні. Проте атака Чагри була відбита. Натомість сам Чагри відбив напад султана Фаррухзада на Тохзаристан. У 1056 році Чагри-бек зайняв Сістан. Того ж року видав доньку заміж за халіфа Аль-Каїма. 1058 року було укладено мир з султаном Газні, за яким володінням Чагри-бека було визнано Хорасан, Тохаристан і Сістан.
Потім брав участь у поході на візантійські володіння Ані й Васпуракан. 1059 року придушив повстання брата Ібрагіма Інала. Чагри помер у 1059 або 1060 році у Серахсі. Новим правителем Хорасану став його син Алп-Арслан.

## Родина
- Алп-Арслан (1029—1072), султан Великих Сельджуків
- Кавурд-бек (д/н—1073), султан Керману
- Арслан-хатун Хадіджа, дружина багдадського халіфа Аль-Каїма
- донька, дружина Маудуді, султана Газні